# Alex Høgh Andersen
Alex Høgh Andersen (født 20. maj 1994) er en dansk autodidakt skuespiller, som har medvirket i julekalenderen Tvillingerne og Julemanden (2013), dramaserien Vikings (2016-2020) og det autentiske drama Skyggen i mit øje (2021).

## Opvækst
Høgh Andersen blev født den 20. maj 1994 i Slagelse og opvokset i Skælskør, som søn af Thomas og Charlotte Andersen.
Som barn spillede Høgh Andersen håndbold og fodbold i Skælskør, samtidig med at han også sang og dansede. Hans mor sendte som ham 8-9-årig til det lokale teater, og gennem instruktøren på teatret, som også instruerede på Eventyrteatret i København, blev Høgh Andersen efter en periode også tilknyttet Eventyrteatret, hvor han spillede frem til han blev 17 år gammel.
I 2006 medvirkede Høgh Andersen som 11-årig i TV 2's populære underholdningsprogram Scenen er din, hvor han deltog i kategorien "Juniorsang". Han nåede frem til semifinalen, hvor han blev slået af sin medkonkurrent, Lotte Bjørnholt Fink.

## Karriere
Høgh Andersen fik sin debut i 2012 i den danske mini-tv-serie Outsider, hvor han spillede overfor Sarah-Sofie Boussnina og Rasmus Botoft. Han indtog rollen som Viktor, der er ven med hovedpersonen, Sebastian. Det efterfølgende år i 2013 medvirkede Høgh Andersen i TV 2s julekalender Tvillingerne og Julemanden som William Iversen. Høgh Andersen gik på tidspunktet for optagelserne til julekalenderen i 3.g., og måtte pendle mellem København og Aalborg, hvor en del af optagelserne foregik. Han begyndte det efterfølgende år i 2014 på film- og medievidenskab på Københavns Universitet. Høgh Andersen har fortalt efterfølgende, at det enkelte år han gik på universitetet har gjort ham til en teknisk bedre skuespiller.
I 2015 medvirkede han i Tobias Lindholms krigsfilm Krigen, der omhandler krigen i Afghanistan. Filmen blev modtaget med positive anmeldelser, en lang række priser og nomineringer og blev nomineret til en Oscar for bedste internationale film i 2016. I 2015 medvirkede Høgh Andersen også i et enkelt afsnit af ungdomssitcommen Hedensted High.
I 2016 indtog Høgh Andersen sin hidtil største rolle, da han medvirkede i HBOs succesfulde dramaserie Vikings i rollen som Ivar Benløs. Høgh Andersen blev i begyndelsen af 2015 kontaktet af en agent, som havde set ham i mindre produktioner og som ønskede at han lavede et self-tape, som skulle sendes til produktionslederne ved HBO, der var ved at planlægge den kommende serie. Høgh Andersen blev i sommeren 2015 inviteret til anden runde af casting, som foregik i Stockholm og kort efter blev han udvalgt til tredje og sidste runde af castingen, som foregik i Dublin. Høgh Andersen var til auditions for tre roller i serien inden han blev tilbudt rollen som Ivar Benløs, og han valgte efterfølgende at droppe ud af sit studie på Københavns Universitet. Høgh Andersen debuterede som den forkrøblede og delvis paralyserede kongesøn i sæsonafslutningen af tredje sæson, og medvirkede efterfølgende i 53 afsnit, der strakte sig over fire års arbejde, frem til seriens afsluttende sæson 6 i 2020. Serien modtog stor ros og positive anmeldelser og blev nomineret til flere Emmy Awards.
Efter flere år i udlandet vendte Høgh Andersen i 2021 tilbage til dansk film, da han medvirkede i Ole Bornedals autentiske drama Skyggen i mit øje, der omhandler det fejlagtige bombardement af Den Franske Skole i København under 2. verdenskrig. For sin rolle som Frederik, en dansk soldat i den tyske hær i Danmark, der indser at han må ændre sit liv, modtog Høgh Andersen sine første nomineringer til Bodil- og Robert-priserne for bedste mandlige hovedrolle.
I 2022 medvirkede Høgh Andersen i Viaplays dramaserie The Viking - Narkokongens fald, der er inspireret af virkelige hændelser omkring den kriminelle narkoboss og smugler, Claus Malmqvist. Høgh Andersen indtog rollen som unge Claus Malmqvist. I 2023 medvirkede Høgh Andersen i fortsættelsen af Ole Bornedals kultklassiker Nattevagten (1994) med filmen Nattevagten 2 - Dæmoner går i arv. I 2024 udviklede og medvirkede Høgh Andersen i Viaplay-serien Kald mig far sammen med sin gode ven, Magnus Haugaard. Samme år medvirkede han også i tre afsnit af det britiske tv-drama Granite Harbour som Emil Weggem. I 2024 medvirkede han også i Pedro Almodóvars første engelsksprogede film The Room Next Door, som vandt Guldløven ved Filmfestivalen i Venedig samme år.

### Kommende produktioner
I november 2024 annoncerede Nordisk Film at Høgh Andersen vil indtage hovedrollen i Christoffer Boes filmatisering af Jacob Jonias roman Den yderste grænse (2023). Høgh Andersen vil spille den danske politimand Otto Himmelstrup, der var leder af danmarkshistoriens første Rejsehold i 1927 i filmen med titlen Rejseholdet: Det første mord. Han vil spille overfor bl.a. Mathilde Arcel og Nicolaj Kopernikus, og optagelserne vil foregå i Polen og Esbjerg. Filmen har premiere i september 2025.

## Filmografi

### Spillefilm
| År   | Titel                             | Rolle            |
| ---- | --------------------------------- | ---------------- |
| 2015 | Krigen                            | Anders Holm      |
| 2021 | Skyggen i mit øje                 | Frederik         |
| 2023 | Nattevagten 2 - Dæmoner går i arv | Frederik         |
| 2024 | The Room Next Door                | Fred             |
| 2025 | Rejseholdet: Det første mord      | Otto Himmelstrup |

### Serier
| År        | Titel                            | Rolle           |
| --------- | -------------------------------- | --------------- |
| 2012      | Outsider                         | Viktor          |
| 2013      | Tvillingerne og Julemanden       | William Iversen |
| 2015      | Hedensted High                   | Flotte Tjelle   |
| 2016-2020 | Vikings                          | Ivar Benløs     |
| 2022      | The Viking - Narkokongens fald   | Claus Malmqvist |
| 2023      | Den som dræber - Fanget i mørket | Bjørn Jepsen    |
| 2024      | Bare kald mig far                | Emil            |
| 2024      | Granite Harbour                  | Emil Weggem     |

### Filmdub
| År   | Titel                     | Role        |
| ---- | ------------------------- | ----------- |
| 2014 | Big Hero 6                | Hiro Hamada |
| 2019 | Sådan Træner Du Din Drage | Eret        |